# Lukáts Gyula (politikus)
Etrekarcsai Lukáts Gyula (Székesfehérvár, 1851. szeptember 1. – Budapest, 1906. június 2.) országgyűlési képviselő, újságíró, lapszerkesztő.

## Élete
Családja a Pozsony megyei csallóközi ágból való, a meglevő eredeti oklevél szerint IV. Bélától már donatiót kapott. A XIII. századból szintén megvan a családnál Roland nádornak a családfát megállapító levele, mely szerint Ethe kun vezér ágából származtak. Apja Lukáts Zsigmond bérlő volt Fehér megyében. A gimnáziumot szülővárosában végezte. 1866-ban a fiumei tengerészeti akadémiába lépett és 1868-tól mint kadét és hadnagy (leszámítva azt az időt, amit a hadnagyi vizsga letételére fordított Fiuméban) osztrák-magyar lobogó alatt 1873-ig folytonosan hajózott. 1870. január 7-én az Atlanti-óceánon a Catterina V. három árbocos hajóval hajótörést szenvedett; ekkor négy napi küzdelem után, január 10-én a Nyanza angol gőzös mentette meg.
1874-ben megvált a tengerészettől és visszatérve hazájába 1875-ben jogász lett Budapesten. Mint a jogász segélyegylet elnökének, szerep jutott neki az 1876-77. évi török tüntetésekben. Ekkor volt az Egyetértés szerkesztőségének tagja; előbb az országgyűlési rovatot vezette, majd vezérzikkeket, tárcákat írt; azon kiáltványok, melyek a magyar nemzethez és hölgyekhez intéztettek a budapesti ifjúság által a török ügyben, szintén tőle valók. A Konstantinápolyba Abdul-Kerimnek kardot vivő küldöttség vezetője volt. Itt kapta a (III.) Medjidje commandeur csillagát, melyet azonban nem viselt. 1877. júniusban a török-orosz hadjárat alatt mint az Egyetértés harctéri levelezője működött Mehemed-Ali mellett. 1879-ben a nagyváradi Szabadsághoz lépett be főmunkatársnak és vezércikkírónak.
1880-ban Nagyvárad város megválasztotta aljegyzőjévé. 1882-ben párbaj vétsége miatt Vácon ült és vele volt bezárva a kommün híres minisztere Frankel Leó is, s a tőle nyert információk, francia kútfők és a kommün hivatalos lapjának alapján egy tanulmányt írt: A commune története címmel, mely mintegy 25 számban a nagyváradi szabadságban jelent meg. 1884-ben a szalontai kerület képviselője lett (ettől fogva budapesti lakos), 1887-ben a rácalmási, 1892-ben ismét a szalontai kerület, 1896-ban a monori választotta meg. A képviselőház jegyzője és a közlekedési bizottság tagja; a Függetlenségi Párt híve volt.
Cikkeket írt a Hazánk és a Külföldbe s a Heti Póstába (többnyire tengerészeti cikkek és mint szemtanú az 1868-as kubai felkelésről Etruk, Kelén, Karcsai Gyula nevek alatt is); a Budapesti Hirlapba (1889 és 1892-ben Kossuth Lajosnál tett látogatásairól); a Magyarországba (1894. márciusban Kossuth betegségéről és haláláról Turinból küldött táviratokat és tárcacikkeket).
Szerkesztette és kiadótulajdonosa volt a Népzászlója című politikai hetilapnak 1886-tól.
Országgyűlési beszédei (leginkább fiumei tengerészeti kérdésekben és hilanthropikus ügyekben szólalt fel) a Naplókban (1884-től) vannak.

## Munkája
- A török nemzet vendégei. A magyarországi török rokonszenv s a konstantinápolyi út története. Bpest, 1877. Fényképpel.